# Cicurina maculifera
Espèce
Cicurina maculifera est une espèce d'araignées aranéomorphes de la famille des Cicurinidae.

## Distribution
Cette espèce est endémique de Kyūshū au Japon,. Elle se rencontre à Shibushi dans la grotte Katano-do.

## Description
La femelle holotype mesure 5,4 mm et le mâle paratype 4,9 mm.

## Systématique et taxinomie
Cette espèce a été décrite par Yaginuma en 1979.

## Publication originale
- Yaginuma, 1979 : « Spiders from tuff and wave-cut caves of southern Kyushu, Japan (II). » Journal of the Speleological Society of Japan, vol. 4, p. 23-26.